# Miroslav Komárek
Miroslav Komárek (20. dubna 1924 Lazníky – 15. srpna 2013 Olomouc) byl český vysokoškolský učitel, jazykovědec a bohemista.
Narodil se v Lazníkách na Přerovsku a po absolvování Slovanského gymnázia v Olomouci se musel podrobit dobovému osudu svých vrstevníků, totálnímu nasazení. Po znovuotevření vysokých škol začal studovat češtinu a ruštinu na Filozofické fakultě Univerzity Karlovy, po obnovení vysokého učení v Olomouci přešel tam a studia dokončil na Univerzitě Palackého.

## Publikace
- Historická mluvnice česká 1 – Hláskosloví, 1958
- Język czeski – Tymczasowy podręcznik dla klasy dziewiątej dziewięcioletniej szkoły podstawowej z polskim językiem nauczania, 1967
- Język czeski – Podręcznik dla klasy dziewiątej dziewięcioletniej szkoły podstawowej z polskim językiem nauczania, 1968
- Jazykovědná problematika RKZ. In: Sborník Rukopisy královédvorský a zelenohorský: Dnešní stav poznání, 1969
- Nástin morfologického vývoje českého jazyka, 1976
- K aktuálním metodologickým otázkám jazykovědy, 1978
- Příspěvky k české morfologii, 1979
- Nástin fonologického vývoje českého jazyka, 1982
- Dějiny českého jazyka, 2012

## Ocenění
V červnu 2005 obdržel Cenu města Olomouce za rok 2004 v oblasti společenské vědy.

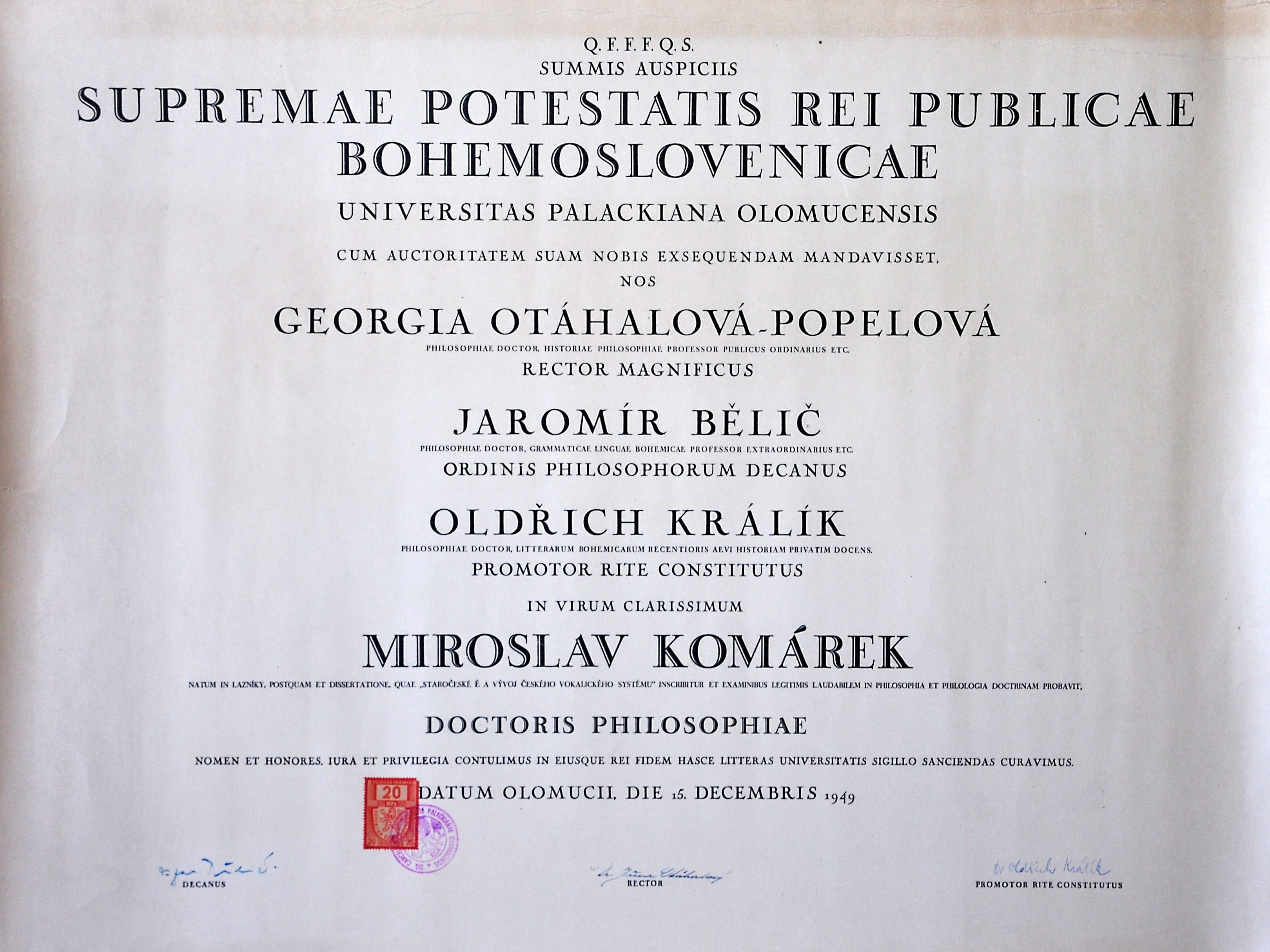
Diplom doktora filozofie
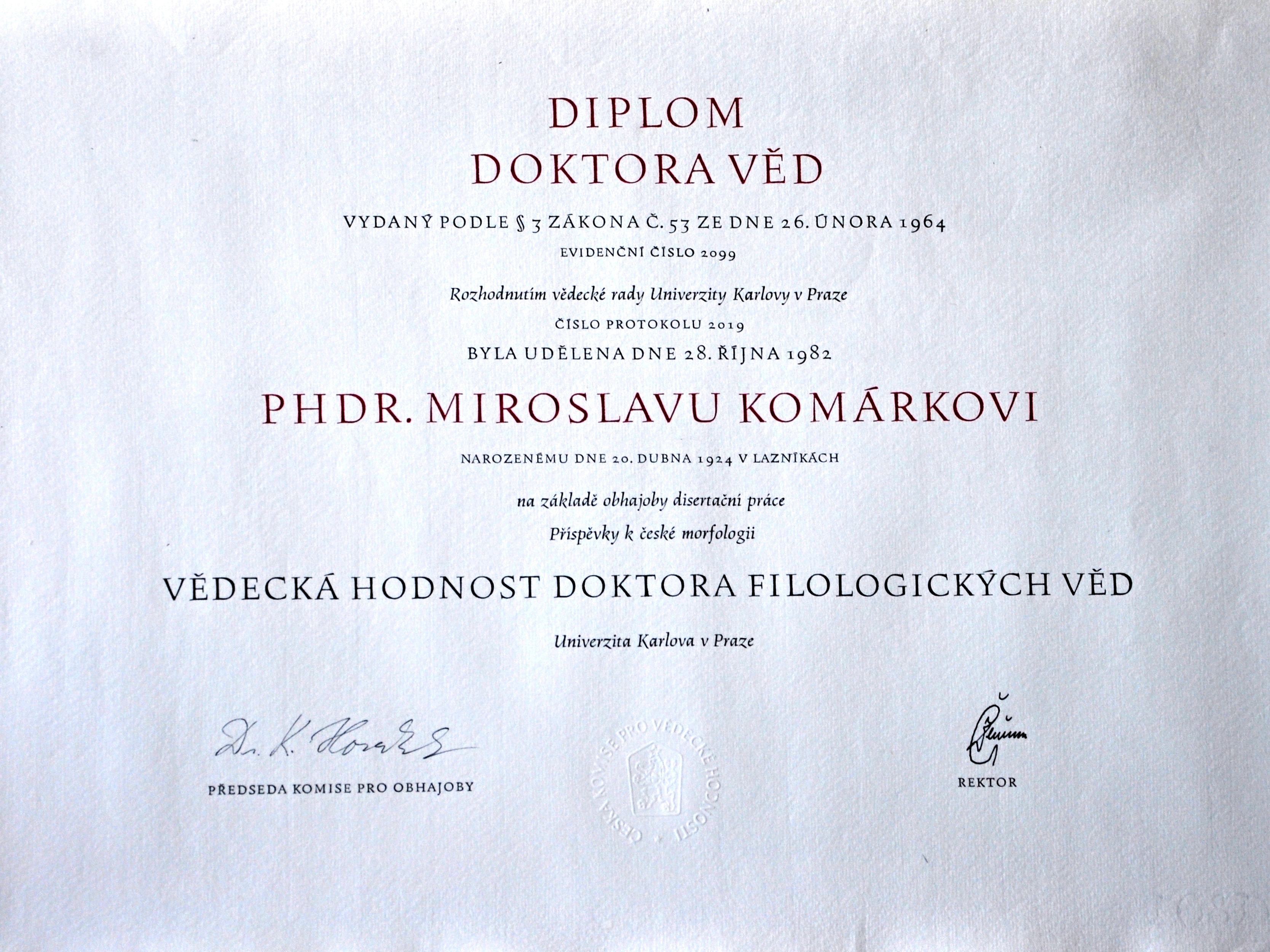
Diplom doktora věd